# Quincy, California
Quincy este o localitate cu statutul de loc de recensământ și sediul comitatului Plumas, statul  California,  Statele Unite ale Americii. Cu o populație de 1.879 locuitori (conform Census 2000), Quincy a fost numit după orașul omonim, Quincy, din statul  Illinois, de unde au provenit primii căutători de aur.
Localitatea este cunoscută pentru festivalul muzical High Sierra Music Festival, care își va celebra a 21-a ediție în anul 2011.

## Istoric
Quincy a fost fondat ca o comunitate a perioadei Goanei după aur (Gold Rush în original), aflată în apropierea orășelului Elizabethtown.

## Clima
| Date climatice pentru Quincy, California     | Date climatice pentru Quincy, California | Date climatice pentru Quincy, California | Date climatice pentru Quincy, California | Date climatice pentru Quincy, California | Date climatice pentru Quincy, California | Date climatice pentru Quincy, California | Date climatice pentru Quincy, California | Date climatice pentru Quincy, California | Date climatice pentru Quincy, California | Date climatice pentru Quincy, California | Date climatice pentru Quincy, California | Date climatice pentru Quincy, California | Date climatice pentru Quincy, California |
| Luna                                         | Ian                                      | Feb                                      | Mar                                      | Apr                                      | Mai                                      | Iun                                      | Iul                                      | Aug                                      | Sep                                      | Oct                                      | Nov                                      | Dec                                      | Anual                                    |
| -------------------------------------------- | ---------------------------------------- | ---------------------------------------- | ---------------------------------------- | ---------------------------------------- | ---------------------------------------- | ---------------------------------------- | ---------------------------------------- | ---------------------------------------- | ---------------------------------------- | ---------------------------------------- | ---------------------------------------- | ---------------------------------------- | ---------------------------------------- |
| Maxima istorică °F (°C)                      | 74 (23)                                  | 80 (27)                                  | 85 (29)                                  | 89 (32)                                  | 100 (38)                                 | 105 (41)                                 | 109 (43)                                 | 110 (43)                                 | 110 (43)                                 | 98 (37)                                  | 86 (30)                                  | 76 (24)                                  | 110 (43)                                 |
| Maxima medie °F (°C)                         | 45.3 (7,4)                               | 51.1 (10,6)                              | 56.8 (13,8)                              | 63.7 (17,6)                              | 72.6 (22,6)                              | 81.4 (27,4)                              | 89.5 (31,9)                              | 88.4 (31,3)                              | 82.1 (27,8)                              | 71.1 (21,7)                              | 55.4 (13)                                | 46.1 (7,8)                               | 67,0 (19,4)                              |
| Minima medie °F (°C)                         | 23.5 (−4.7)                              | 26.2 (−3.2)                              | 29.0 (−1.7)                              | 32.2 (0,1)                               | 37.6 (3,1)                               | 42.2 (5,7)                               | 44.0 (6,7)                               | 41.6 (5,3)                               | 36.8 (2,7)                               | 31.9 (−0.1)                              | 28.5 (−1.9)                              | 25.1 (−3.8)                              | 33,2 (0,7)                               |
| Minima istorică °F (°C)                      | −28 (−33)                                | −19 (−28)                                | 0 (−18)                                  | 12 (−11)                                 | 20 (−7)                                  | 25 (−4)                                  | 23 (−5)                                  | 20 (−7)                                  | 15 (−9)                                  | 6 (−14)                                  | −3 (−19)                                 | −24 (−31)                                | −28 (−33)                                |
| Precipitații inches (mm)                     | 7.38 (187.5)                             | 6.47 (164.3)                             | 5.53 (140.5)                             | 2.74 (69.6)                              | 1.74 (44.2)                              | 0.79 (20.1)                              | 0.14 (3.6)                               | 0.22 (5.6)                               | 0.87 (22.1)                              | 2.60 (66)                                | 4.83 (122.7)                             | 6.84 (173.7)                             | 40,15 (1.019,8)                          |
| Zăpadă inches (cm)                           | 16.9 (42.9)                              | 11.1 (28.2)                              | 10.2 (25.9)                              | 2.8 (7.1)                                | 0.5 (1.3)                                | 0.0 (0)                                  | 0.0 (0)                                  | 0.0 (0)                                  | 0.0 (0)                                  | 0.5 (1.3)                                | 3.2 (8.1)                                | 9.9 (25.1)                               | 55,1 (140)                               |
| Nr. de zile cu precipitații (≥ 0.01 inch)    | 11                                       | 10                                       | 10                                       | 7                                        | 6                                        | 3                                        | 1                                        | 1                                        | 2                                        | 5                                        | 8                                        | 10                                       | 74                                       |
| Sursă: WRCC (temperature normals 1895–2013), |                                          |                                          |                                          |                                          |                                          |                                          |                                          |                                          |                                          |                                          |                                          |                                          |                                          |